# Mona Bone Jakon
Mona Bone Jakon es el tercer álbum de estudio del cantautor británico Cat Stevens, publicado en abril de 1970 por Island Records en el Reino Unido y por A&M en los Estados Unidos y Canadá. En una entrevista brindada por el músico en 1972, Stevens afirmó que la inspiración para el título del álbum fue un nombre que él mismo creó para describir su propio pene: "Mona Bone Jakon es otro nombre para mi pene. Es el nombre que yo mismo le di. No es ningún tipo de vocabulario secreto, es simplemente algo que inventé".

## Lista de canciones
Todas compuestas por Cat Stevens.

Todas las canciones escritas y compuestas por Cat Stevens. 
| Lado A |                           |          |  |
| N.º    | Título                    | Duración |  |
| 1.     | «Lady D'Arbanville»       | 3:45     |  |
| 2.     | «Maybe You're Right»      | 3:25     |  |
| 3.     | «Pop Star»                | 4:13     |  |
| 4.     | «I Think I See the Light» | 3:55     |  |
| 5.     | «Trouble»                 | 2:49     |  |

| Lado B |                   |          |  |
| N.º    | Título            | Duración |  |
| 6.     | «Mona Bone Jakon» | 1:42     |  |
| 7.     | «I Wish I Wish»   | 3:50     |  |
| 8.     | «Katmandú»        | 3:22     |  |
| 9.     | «Time»            | 1:26     |  |
| 10.    | «Fill My Eyes»    | 3:00     |  |
| 11.    | «Lilywhite»       | 3:41     |  |

## Créditos
- Cat Stevens – voz, guitarras, teclados
- Alun Davies – guitarras, coros
- John Ryan – bajo
- Harvey Burns – batería, percusión
- Peter Gabriel – flauta

## Listas de éxitos

### Álbum
| Año  | Lista      | Posición |
| ---- | ---------- | -------- |
| 1971 | Pop Albums | 164      |

### Sencillos
| Año  | Sencillo          | Lista       | Posición |
| ---- | ----------------- | ----------- | -------- |
| 1970 | Lady D'Arbanville | Pop Singles | 8        |